# اولگا روزانوا
اولگا روزانوا (انگلیسی: Olga Rozanova; ۲۲ ژوئیهٔ ۱۸۸۲ – ۷ نوامبر ۱۹۱۸) شاعر، تصویرگر، نقاش، و نویسنده اهل امپراتوری روسیه بود.